# 食

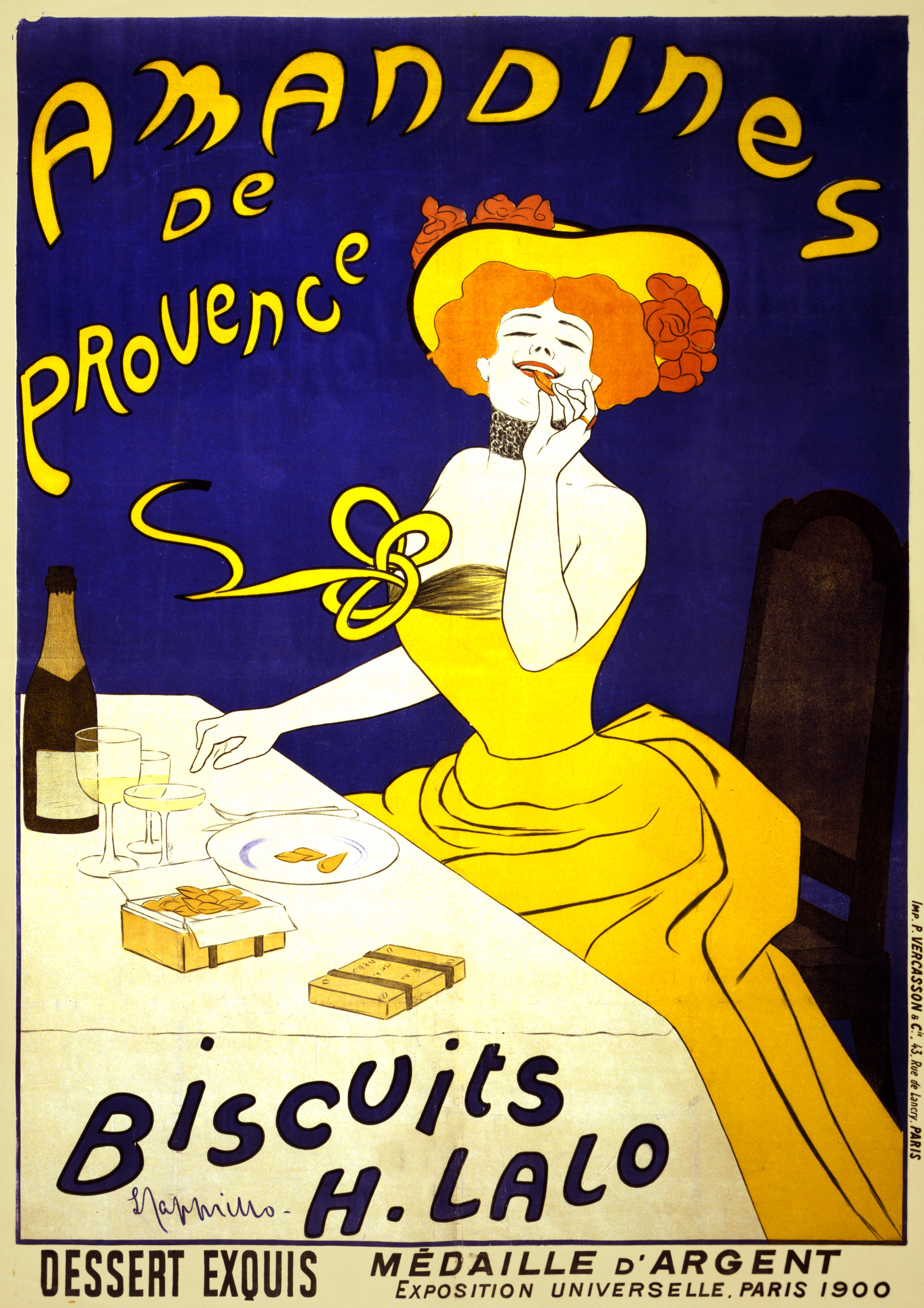
女性の食事を描いたポスター(1900年、フランス、パリ、レオネット・カッピエロ作)

食（しょく）は、通常、従属栄養生物に生理的熱量を供給し、成長を可能にするために、食物を摂取することである。動物などの従属栄養生物が生きていくためには、食べることは不可欠である。肉食動物は他の動物の肉を、草食動物は植物を食べ、雑食動物は動物の肉と植物の両方を食べ、ハチドリなどの花蜜を吸う鳥は、特別に適応したブラシ状の舌を持ち、多くの場合、共棲している花に合わせて嘴を設計している。腐食性生物はデトリタスを食べる。菌類は、体内の食物ではなく、体外の有機物を消費する。人間にとって食は、日常生活動作の一つである。しかし、人によっては栄養摂取量を制限することがある。これは、ライフスタイルの選択の結果、飢えや飢饉、ダイエットの一環や宗教上の断食であったりする。

## ヒトの食習慣

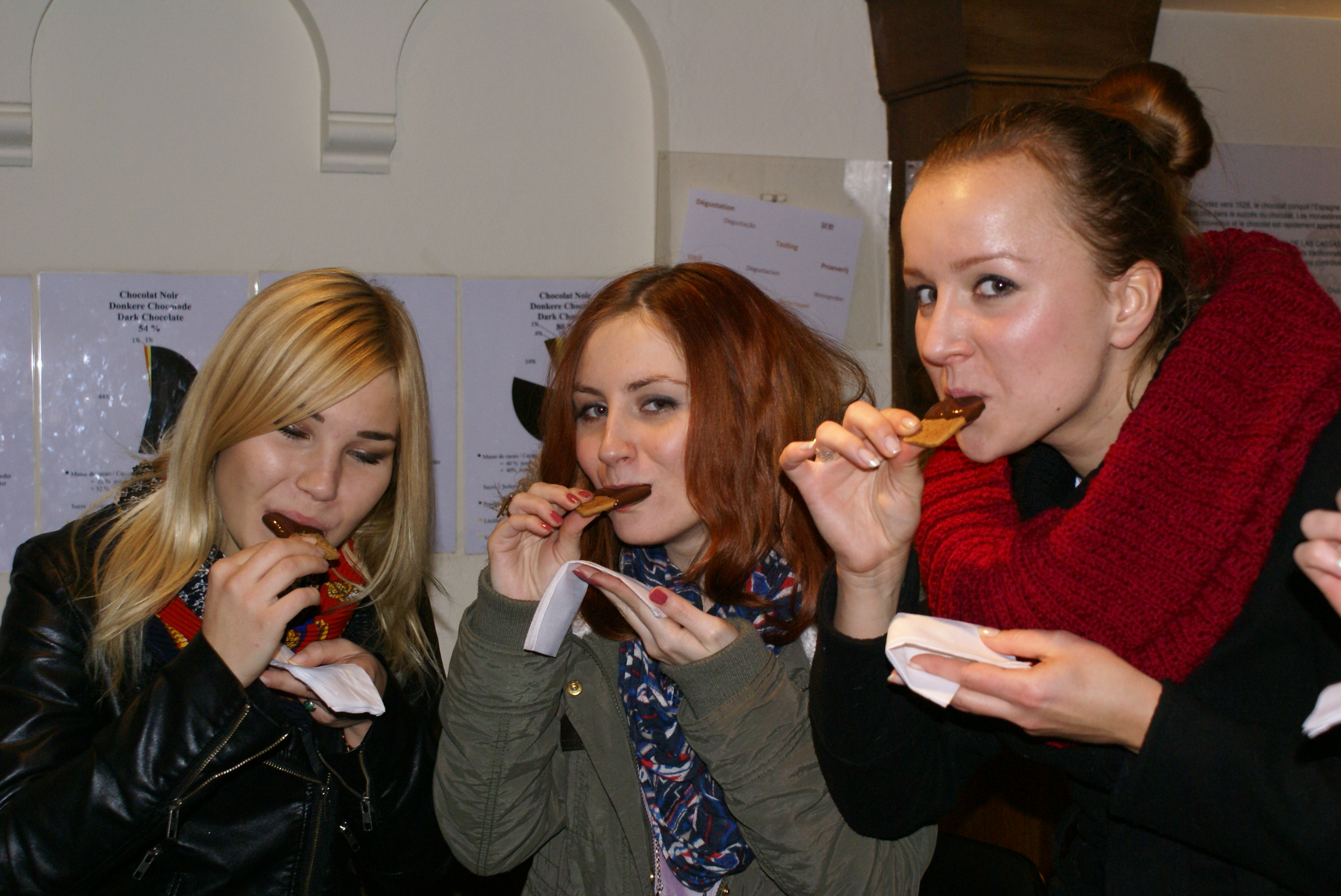
ビスケットを食べている女性(イングランド)

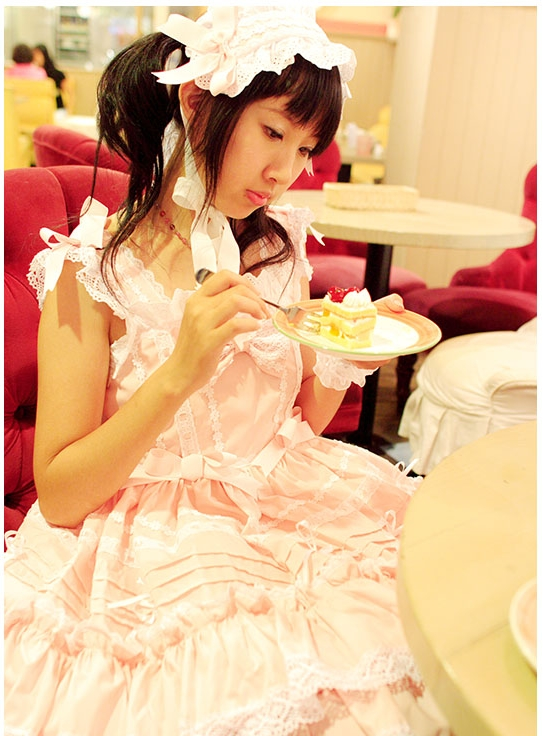
ケーキを食べている女性

多くの家庭では、食べ物や料理の準備のために、広大なキッチンが設けられており、また、食堂やカフェテリアなど、食事のために指定された場所があることもある。多くの社会では、外出先や調理する時間がないとき、あるいは社交的な場でも食事かできるように、レストランやフードコート、街頭で屋台が食事を提供するストリートフードが存在する。。人びとの最高レベルに洗練された技術により、これらの場所は、「グローバルなコスモポリタニズムと神話の劇場型光景」となる。ピクニックやありあわせの料理、フードフェスティバルなど、食事を一番の目的とした社交の場も存在する。多くの社会的なイベントでは、参加者に飲食物が提供される。
人間は一般的に、一日に2、3回の食事をとる。食事と食事のあいだに、軽食を少量摂る場合もある。イギリスの医師は4～6時間の間隔で 、1日3食（1食あたり400〜600kcal）を推奨している。バランスのとれた食事(皿の半分を野菜、1/4を肉などのタンパク質、1/4をパスタや米などの炭水化物とする）を3度とる場合、合計約1800～2000kcalとなり、これは普通のひとの平均的な必要量にあたる。
シャーリア法の適用地域では、ラマダンの昼間に、成人のイスラーム教徒が食事をとることは、ことによると禁止される。

## ヒトの発達

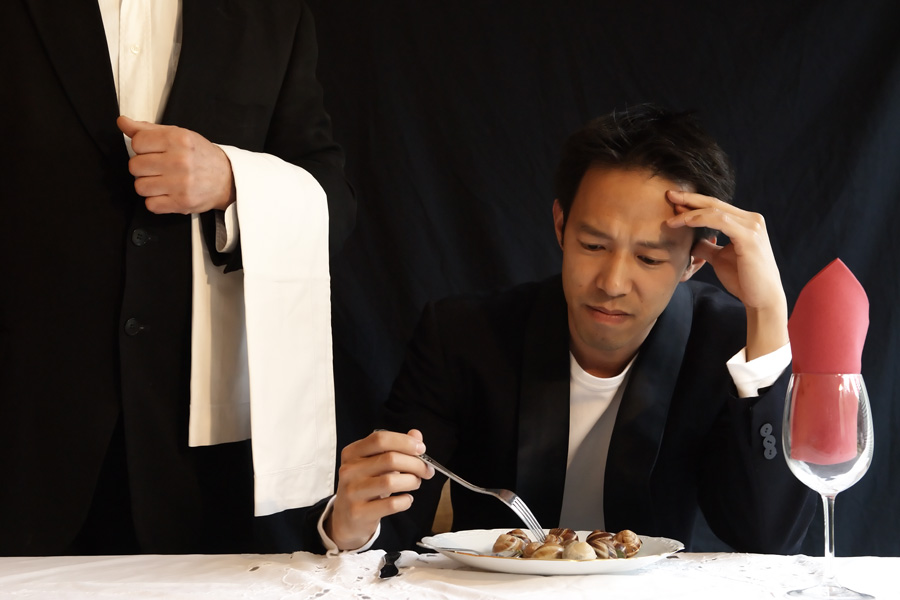
レストランで、フォークを使って食事をする男性

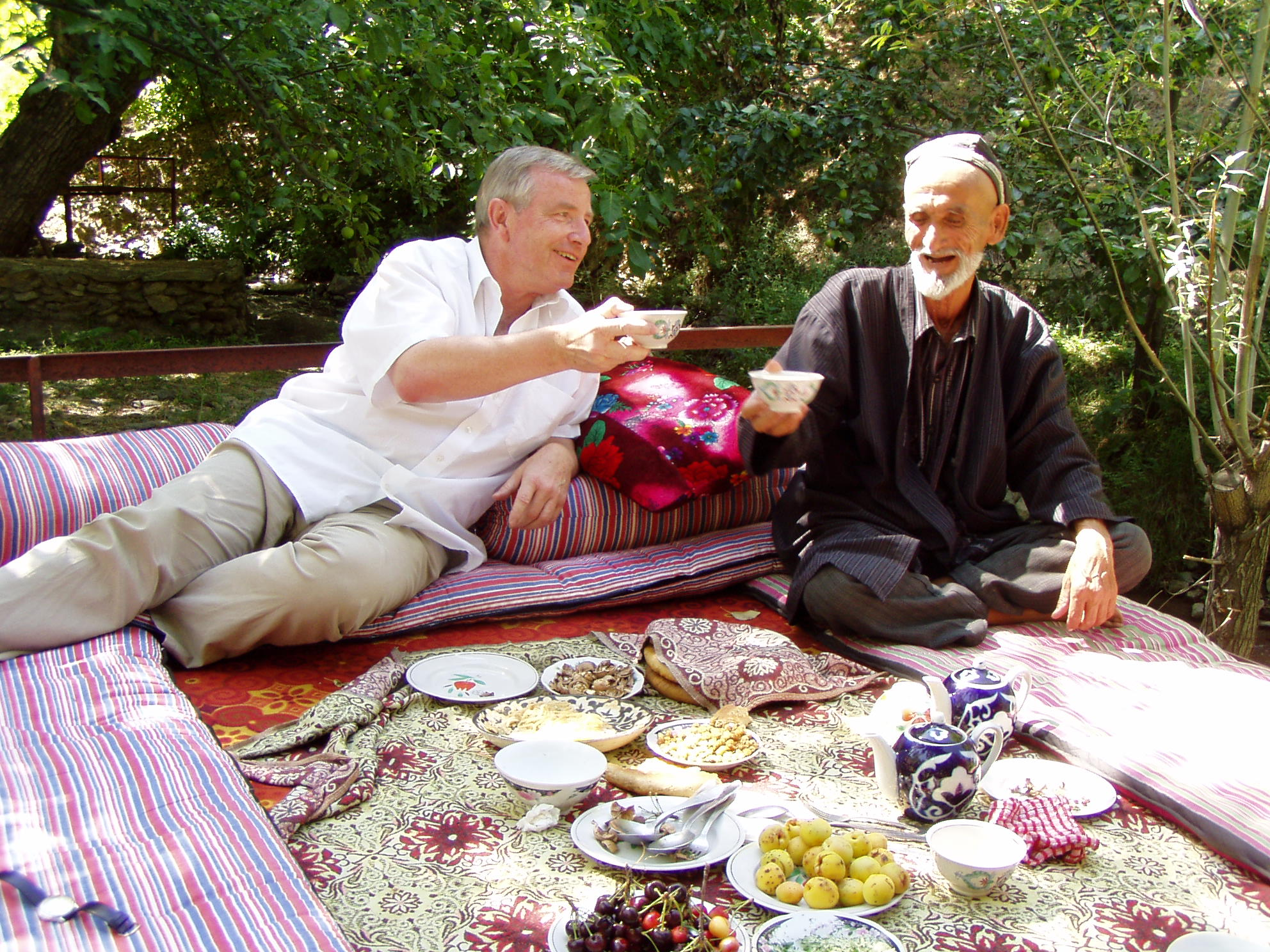
ウズベキスタンの伝統的な食事の仕方

新生児は成人の食べものを口にせず、母乳や調合乳のみで生きていく。
生後2～3ヶ月の幼児には、少量のピューレ状にした食べものを与えることもある。 が、ほとんどの乳児は生後6か月から8か月になるまで大人の食べ物を口にしない。  幼い赤ん坊は、歯が少なく、消化器官も未発達なので、ピューレ状のベビーフードを食べる。 生後8～12ヶ月になってくると、消化機能が発達し、手づかみで食べ始める。しかし、彼らの食事内容はまだ限られている。なぜならこの時期の赤ちゃんは、臼歯や犬歯がなく、また、切歯の数も限られていることが多いからである。 生後18か月になると、赤ん坊は、十分な歯と消化機能を持ち合わせ、 大人と同じものを食べられるようになる。 子どもにとって食べることを覚えるのは面倒な作業であり、食事のマナーが身につくのは、5〜6歳になってからという場合が多い。
人間を含めて多くの動物は、初めて見る食べ物に対して恐れの感情を覚えたり、警戒行動を取る傾向が備わっており、こうした本能的な行動や心理を心理学では新奇性恐怖と呼んでいる。また、ある特定の食べ物を食べた後に気分の悪化や嘔吐を経験したり、食べた食品から異臭や味の違和感を感じる経験をした後は、その食品に対して生理的な忌避感が生じて食べられなくなる場合があり、こういった反応は食物嫌悪学習と呼ばれている。
ある食品に対する好き嫌いや偏食を克服するために、食感を変えたり鼻を摘んで食べるなどの工夫をする場合があるが、特定の食品に対する好き嫌いの変化は単純接触効果と相関がある。ある食品に対する好き嫌いはその食品に接する回数に依存しており、その食品を特に問題なく食べられた経験が何度も繰り返されると、その食品に対する嗜好性は上昇する。

### 食事の姿勢

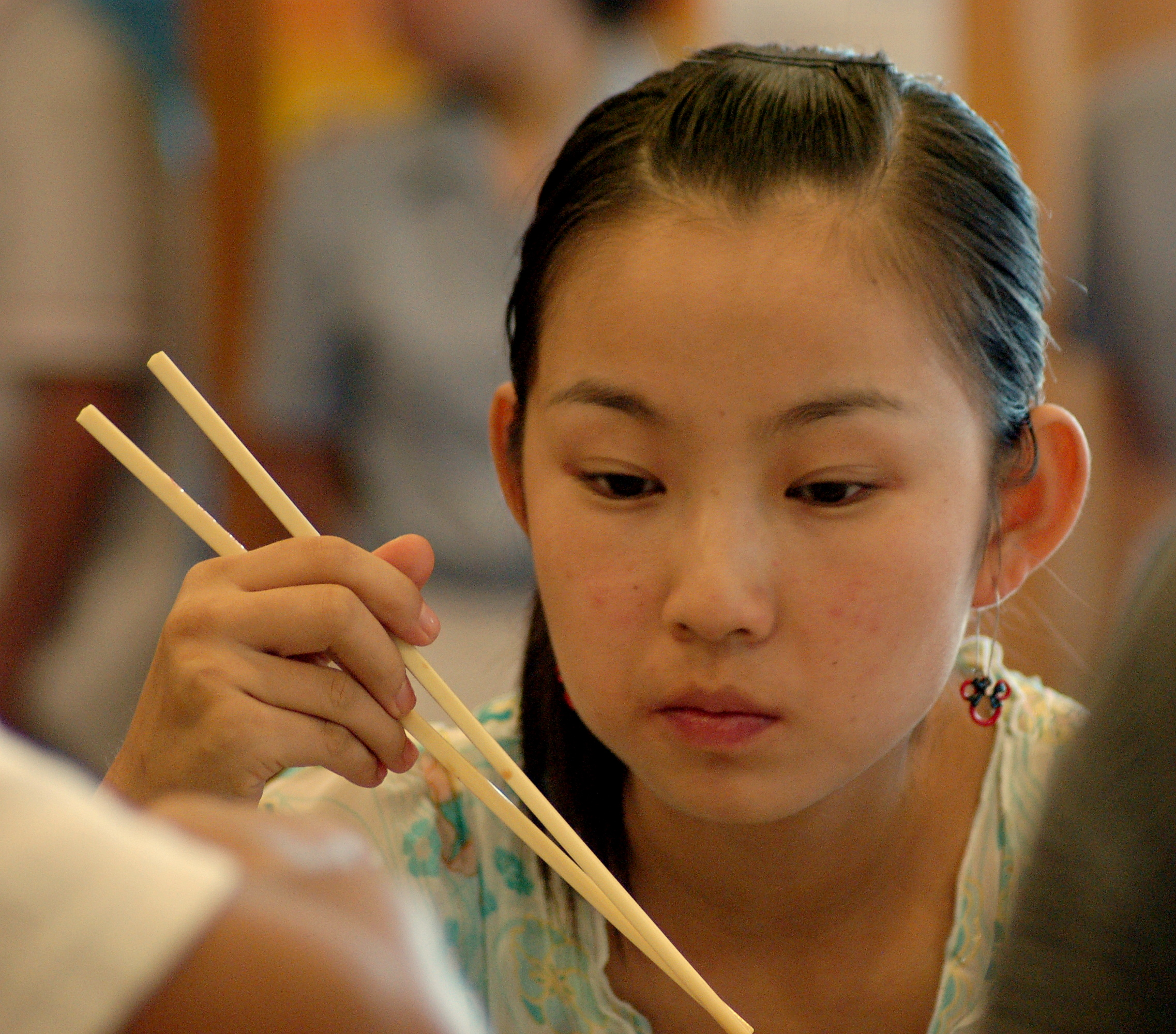
箸を使って食事をする女性

世界の各地域では、食事をする際の姿勢が影響を受ける文化によって違ってくる。例えば、中東などの地域だと、床に座って食事をとるのは当然のことであり、それは、テーブルを使うよりも、より健康的と言われているからである 。
古代ギリシャ人は、シンポジウムという祝いの場にて、座った状態での食事を好んだ。そして、この伝統はそのまま、古代ローマでも取り入れられ、古代ヘブライ人もまた、伝統的な祝典である過越にて、この姿勢を取り入れた。

### 強迫性過食
強迫性過食(感情的とも)とは、「ネガティヴな感情に反応して食べてしまう傾向」である。実験的な研究では、不安を抱えていると正常体重の人では食事の摂取量が減り、肥満の人では、反対に摂取量が増えることが指摘されている。

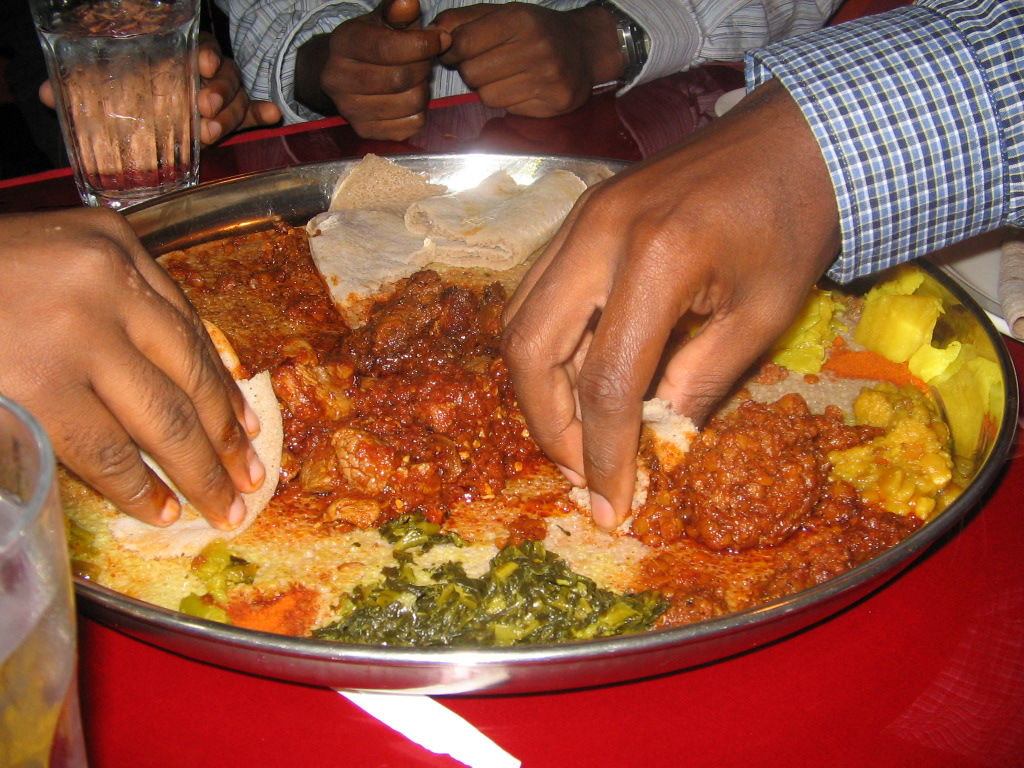
手を使って食事をするひとたち(エチオピア)

さらに、多くの実験に基づく研究では、標準体重を超えている人のほうが、より強い感情的な反応性を持っており、その人たちは、標準体重の人と比べ、悩んでいるときに過食しやすい傾向があると指摘されている。
正常な女子大生と肥満の女子大生の感情的な食事をもとに、感情による反応性を比較した、ある自然的な研究では、肥満者の過食傾向が明らかになった。しかし、その研究結果は、間食のみにあてはまり、ふつうの食事にはあてはまらなかった。要するに、肥満者は、食事の最中に食べる量そのものが増える傾向はみられず、むしろ食事と食事のあいだに間食をたくさん摂っていたことが判明した。そこから、肥満の人は他人といっしょに食事をすることが多いが、他の人がいることで苦痛が軽減されることを理由に、平均より多く食べないこと、そして、肥満の人は食事の際、社会的な望ましさゆえに、他の人よりも多く食べないことが説明できる 。逆に、間食は一人で食べることが多い。

### 空腹と満腹感

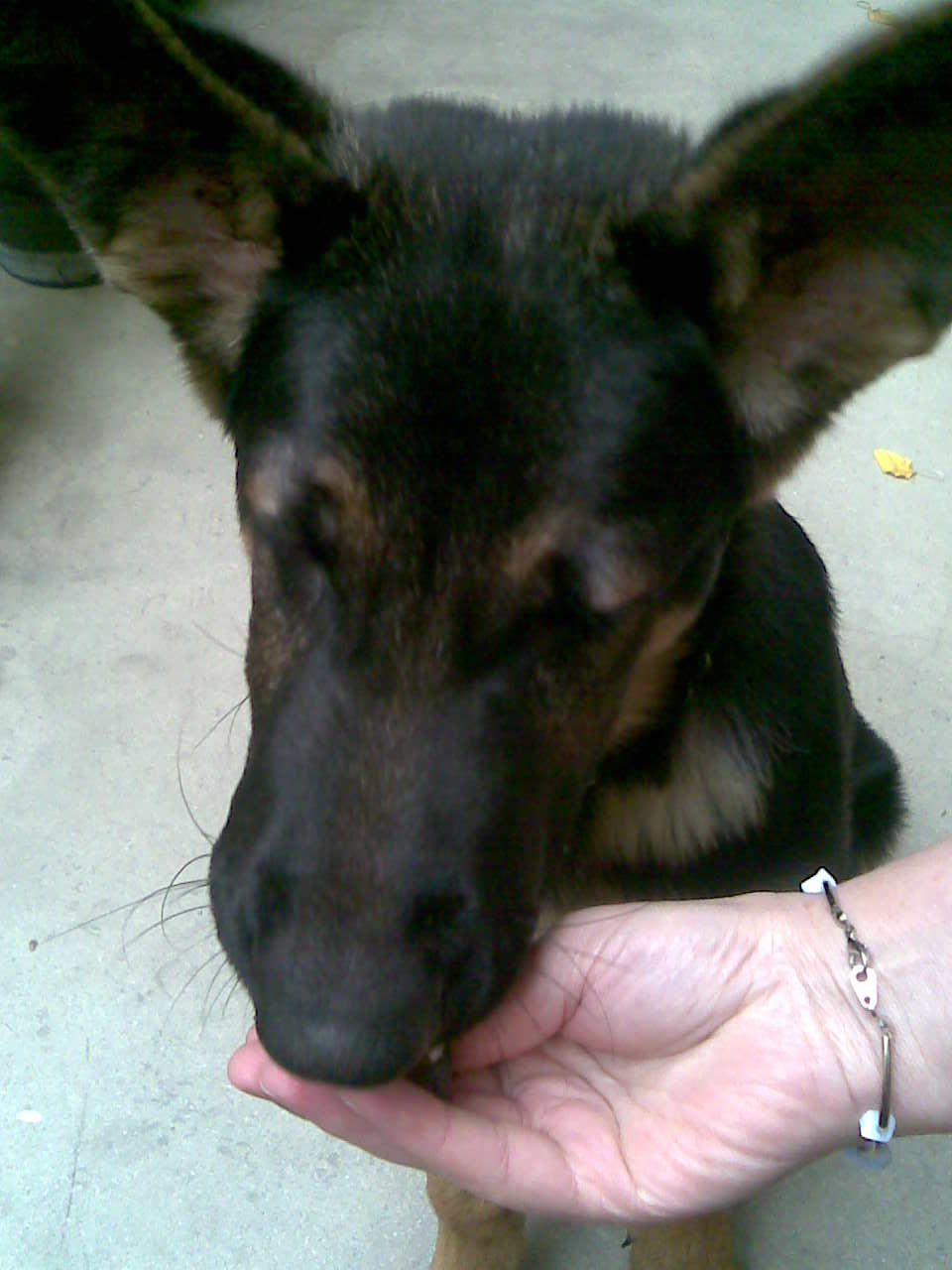
人間の手で手伝われながら食事を行う子犬(ドイツ)

食事の開始と終わりを制御する生理学的な構造は数多くある。食物摂取の制御は、生理学的に複雑かつ意図的な行動様式である。コレシストキニン、ボンベシン、ニューロテンシン、アノレクチン、カルシトニン、エンテロスタチン、レプチン、副腎皮質刺激ホルモン放出ホルモンなどのホルモンは、どれも食物摂取を抑制するはたらきがあることがわかっている。

#### 食事の開始
空腹を感じさせる信号は数多くある。空腹を感じさせる信号には、環境によるもの、消化管によるもの、代謝によるものがある。環境による信号は、身体の感覚により発動される。空腹感は、食べもののにおいや食べものについて考えたこと、皿を目にする、誰かが食べものについて話しているのを聞くことによって起こりえる。胃からの信号は、ペプチドホルモンであるグレリンが放出されることでは開始される。また、グレリンは、空腹感を脳に与えることで、食欲を増進させるホルモンである。
空腹感をもたらす信号は、環境によるものやグレリンだけではなく、他に代謝によるものがある。食事と食事のあいだに時間がたつと、栄養を貯蔵しているところから、栄養をからだに吸収し始める。細胞内のグルコース濃度の低下を感知すると、からだは空腹感を感じ始め、また、細胞内の脂質の低下を感知することで、からだは食べることを促す。

#### 食事の終了
短期的な満腹信号には、頭、胃、腸、肝臓から発生するものがあり、長期的な満腹感をもたらす信号は、脂肪組織から送られる。 
食べ物の味や匂いは、短期的な満腹感につながり、体が食べるのをやめるタイミングを知ることができる。 胃には、満腹になったかどうかがわかる受容体が存在する。また、腸には、脳に満腹の信号を送る受容体も存在する。十二指腸から放出されるコレシストキニンは、胃が空になる速度を制御する働きがあり、これは、脳に向けての満腹の信号と考えられている。ぺプチド YY 3-36は、小腸から送られるホルモンであるが、脳への満腹の信号としても利用されている 。インスリンもまた、同様の役割を果たしている。脳は、血中のインスリン濃度を感知し、そこから、細胞に栄養が取り込まれ、ヒトが満腹になっていることを示す。長期にわたる満腹感は、脂肪組織に蓄えられた脂肪に起因する。脂肪組織は、レプチンという、食欲を抑えるホルモンを分泌する。脂肪組織に起因する、長期的な満腹感の信号は、短期的な満腹感の信号を制御する。
満腹感は生理現象以外に、生体の嗜好の認知にも左右される。例えば、同じ食品を食べ続けた場合「美味しい」という感性が低下し、それ以上食べることができなくなるが、食後のデザートが現れると別の食欲が湧き美味しく食べられる、いわゆる「デザートは別腹」現象がある。こういった現象は感性満腹感と呼ばれている。

#### 脳の役割
脳幹は、体の各部から出される空腹や満腹の信号を検出する神経回路が内部にあるため、食物の摂取を制限することができる。脳幹が食物の摂取に関与していることは、ラットを使った実験によって研究されている。脳幹の運動ニューロンが大脳半球の神経回路から切り離された(脱髄された)ネズミは、餌に近づいて食事を行うことができない。その代わり、脱髄されたネズミは液体の形で食べものを得なければならない。この実験は、脳幹が食事に関与していることを示している。
視床下部には、メラニン濃縮ホルモン(MCH)とオレキシンという、空腹を引き起こす二つのペプチドが存在する。ネズミでは、MCHが摂食を促す作用があり、MCHの過剰分泌を引き起こす突然変異が起こると、過食と肥満がそれに応じて引き起こされた。オレキシンは、食事と睡眠の関係を制御する上で大きな役割を果たしている。視床下部には、他にも神経ペプチドY（NPY）やアグーチ関連タンパク質（AGRP）など、摂食を誘発するペプチドが存在する。
視床下部における満腹感は、レプチンによって刺激される。レプチンは、弓状核の受容体を標的とし、MCHやオレキシンの分泌を抑制する。また、弓状核には、空腹感を抑圧する2つのペプチドが、さらに存在する。一つ目は、コカインおよびアンフェタミン調節転写物（CART）、もう一つは、α-MSH（α-メラノサイト刺激ホルモン）である

## 疾患
食事は、一般に空腹感により引き起こされ　る。しかし、食欲に影響を及ぼし正常な食事パターンを崩させるような身体的および心理的な異常というものが数多く存在する。うつ病、食物アレルギー、特定の化学物質の摂取、過食症、拒食症、脳下垂体の機能不全、内分泌の異常、そしてその他多くの病気や摂食障害がこれに含まれる。
栄養のある食物が慢性的に不足すると、さまざまな病気の原因となり、最終的には飢餓につながる。ある地域で大規模に発生するものは、飢饉と見なされる。
手術後の回復期によく見られるが、食べたり飲んだりができない場合には経腸栄養および高カロリー輸液で摂食を代替する。

## ヒト以外の動物について
動物が食事を食べることを採餌（採食）という。動物の種類ごと、さらに個体ごとに食性の好き嫌いがある。また、特定の植物の新芽のみを食べたり、シャチがサメの肝臓のみを食べたりなどの食べる部位を選ぶ行動も確認されている。
人などから餌を与えることを給餌という。人に慣れさせたり・人間から餌をもらうように学習させる給餌を餌付けという。動物は、繁殖期に求愛給餌（courtship feeding）、出産のときに雄から雌への給餌行動、ヒナへの給餌行動などの繁殖期の給餌行動が見られる。

### 哺乳類
恒温を維持するにはエネルギーを要するため、哺乳類には栄養価の高い豊富な食事が必要である。最古の哺乳類はおそらく捕食者だったとおもわれているが、そのあと、さまざまな種がさまざまな方法で食生活に適応してきた。 哺乳類で、他の動物を食べるものもみられるが、これは肉食性（虫食性）の食事である。一方、草食動物と呼ばれるものは、セルロースなどの複雑な炭水化物を含んだ植物を食べる。草食動物は、種子食動物、葉食動物、果実食動物、蜜食動物、ガム食動物、菌食動物などの亜種に分けられる。草食動物の消化管には、これらの複雑な物質を発酵させるバクテリアが生息しており、多数の部屋に分かれている胃や盲腸にそれらがいることで、消化に備えている。哺乳類の中には、食物を最初に摂取したときに消化されなかった栄養素を吸収するために、食糞を行うものもいる。雑食のものは、獲物と植物の両方を食べる。肉食のものは、肉に含まれるタンパク質、脂質、ミネラルなどの特殊な消化をほとんど必要としないため、シンプルな消化管を持っている。しかし、その中でもヒゲクジラは例外として、陸上の草食動物と同様、複数の部屋からなる胃の中に、腸内細菌がすんでいる。
動物の大きさは、食事の種類を決める要素ともなる（アレンの法則）。小型の哺乳類は、熱を発生させる体積に対する熱を失う表面積の比率が高いため、必要なエネルギー量が多く、代謝率も高い傾向にあると言われている。体重が約18オンス（510g；1.1ポンド）以下の哺乳類は、草食動物の、時間を要する複雑な消化プロセスに耐えられないため、ほとんどが虫を食べる。一方、大型の動物は発熱量が多く、熱を逃すことはあまりない。そのため、大型の哺乳類は、ゆっくりとした食料の回収プロセス（大型の脊椎動物を食べる肉食動物）やゆっくりとした消化プロセス（草食動物）のどちらにも耐えることができる。さらに、体重が18オンス（510g）を超える哺乳類は、通常、起きている間に,自分の体を維持できるだけの食べる昆虫を集めることができない。大型の食虫性哺乳類は、昆虫の巨大なコロニー（アリやシロアリ）を食べるものだけしか存在しない。
哺乳類のなかには、肉食と草食の度合いが異なる雑食性のものもみられるが、一般的にはどちらか一方の性質に偏っている。また、植物と肉では消化のされ方が異なるため、クマが肉食中心の種と草食中心の種にわかれるように、どちらかを好む場合もある。肉食動物は、中肉食動物（肉の割合が50〜70％）、超肉食動物（肉の割合が70％以上）、小肉食動物（肉の割合が50％以下）、の三つに分類される。肉食動物の歯列は、鈍い三角形の肉歯で構成されており、食物を粉砕する。小肉食動物の歯列は、鈍い三角形の肉歯で構成されており、食物を粉砕する。一方、超肉食動物は、切り裂くための円錐形の歯と鋭い肉歯を持ち、ハイエナのように骨を砕くのに強い顎を持っている場合もあり、そういった動物は動物の骨を噛み砕いて食べることもできる。また、いくつかの絶滅した集団、特にマカイロドゥス亜科と呼ばれるものは、サーベル状の上顎犬歯を持っていた。生理的肉食動物には植物を食べるものがあり、生理的草食動物には肉を食べるものがある。これらは、行動学的には雑食となるが、生理学的には動物性薬学によるものと考えられる。生理学的には、植物と動物の両方からエネルギーと栄養素を得ることができなければ、雑食性とはいえない。それゆえ、こういった動物は、一見すると分類条件を補完するものではない原料から栄養を得ているだけなのに、肉食動物や草食動物の類に分類されることがある。たとえば、キリンやラクダ、牛などの有蹄類は、獲物の骨をかじって特定のミネラルや栄養素を摂取することがよく知られている。また、一般に、絶対的な肉食動物である猫は、毛玉などの消化不良物を排出するため、ヘモグロビンの生成を促すため、あるいは下剤として芝生を食べることもある。
多くの哺乳類は、ある環境下で十分な食料が得られない場合、代謝を抑制してエネルギーを節約する冬眠という過程を経る。冬眠に先立って、クマなどの大型哺乳類は脂肪を増やすために多食になり、小型哺乳類は食べ物を集めて隠しておくことを好む。代謝の低下に伴い、心拍数や呼吸数が減少し、内臓温度も低下して、場合によっては常温程度になることもある。例えば、冬眠中のホッキョクジリスの体内温度は-2.9℃まで低下するが、頭や首は常に0℃以上を保っている。
暑い環境に生息する哺乳類の一部は、フトオコビトキツネザルのように干ばつや猛暑の時に夏眠をとる。

### 鳥類

摂食に適応したクチバシの例

鳥類の食事は蜜、果実、植物、種子、腐肉、他の鳥を含むさまざまな小動物などと、多岐にわたる。鳥類の消化器系は、食べたものを蓄えておく素嚢に加え、歯がない分、それを補うため、飲みこんでおいた石のある砂嚢がある。 逆に、ハトやオウムのように、胆嚢を持たない種もある。 ほとんどの鳥類は、飛翔にあわせた迅速な消化に適応している。 渡り鳥の中には、腸内を含む、体内のさまざまな部位に蓄積されたたんぱく質を、移動中に追加し、エネルギーとして利用できるよう適応したものがある。
餌を得るために多くの策略を用いたり、幅広い種類の餌を食べたりする鳥はジェネラリストと呼ばれ、特定の餌に時間と労力を集中させたり、餌を得るための策略が単一であったりする鳥はスペシャリストとみなされる。鳥類が採餌する策略は、種によって大きく異なる。多くの鳥類は、昆虫、無脊椎動物、果実、種子などを採取する。枝の上から突然攻撃して虫を狩るものもある。害虫を追い求める種は、有益な「生物的防除剤」とみなされ、生物的防除を行うにあたってその存在が奨励される。虫を食する鳥は、年間で4～5億トンの節足動物を食べていることになる。
ハチドリやタイヨウチョウ科、ヒインコなどの花蜜を吸う鳥は、特別に適応したブラシ状の舌を持ち、多くの場合、くちばしは、共適応している花に合わせたつくりとなっている。長いくちばしをもつキーウィやシギ・チドリは無脊椎動物を探し求める。シギ・チドリはくちばしの長さや餌の取り方がそれぞれ異なるため、ニッチが分かれている。水中で翼や足を使って獲物を追いかけるものは、アビ属、スズガモ、ペンギン、ウミスズメ科などで、カツオドリ科、カワセミ科、アジサシ亜科などの空中で捕食するものは、獲物を追って地上へ急降下する。フラミンゴ、一部のクジラドリやカモは濾過摂食を行う。ガンやカモ亜科は主に草食である。
グンカンドリ属、カモメ、トウゾクカモメ科など、他の鳥からえさを盗む、労働寄生を行う種もいる。労働寄生は、さまざまな種の食事において、重要な役割を果たすというよりは、狩猟で得た餌を補完するものだと考えられている。グンカンドリがアオツラカツオドリに対して行う労働寄生を調査したところ、実際にそれを行うグンカンドリは最大で40%、平均して5%に過ぎないと推定された。ハゲタカのように腐肉食のものもいれば、カモメやカラス、その他の猛禽類のように日和見主義のものもいる。